# Обри, Юг
Юг Обри́ (фр. Hugues Obry; род. 19 мая 1973, Ангьен-ле-Бэн) — французский фехтовальщик, чемпион Олимпийских игр 2004 года, трёхкратный чемпион мира.

## Спортивная биография
Юг Обри заявил о себе в очень молодом для фехтовальщика возрасте. Уже в 22 года его место в составе сборной Франции по фехтованию не подвергалось сомнению. Первой наградой на чемпионатах мира для Обри стала серебряная медаль в командном первенстве шпажистов в Гааге. Несмотря на неплохие результаты и заметный прогресс спортсмена тренерский штаб не решился брать юного шпажиста на игры в Атланте.
В 1998 году Обри стал чемпионом мира в личном первенстве, а в командном была завоёвана очередная серебряная медаль. Но в 1999 году Юг всё-таки добавил в свою копилку золото чемпионата мира в команде. Теперь уже ни у кого не оставалось сомнений, что на Олимпийских играх в Сиднее Обри будет одним из главных фаворитов турнира шпажистов, как в личном, так и в командном первенстве.
Так в итоге и получилось. Несмотря на то, что в личном турнире Обри был посеян под скромным 22 номером он с видимой лёгкостью добрался до финала, оставив позади себя довольно сильных соперников. В финале ему противостоял россиянин Павел Колобков. Первые два периода шла равная борьба, но в решающем периоде сил у Обри осталось меньше, чем у соперника. Третий раунд он проиграл со счётом 2:4 и итоговый счёт матча стал 12:15 в пользу российского спортсмена. Тем не менее главной надеждой для французов оставался командный турнир, в котором они не без основания рассчитывали на победу.
В командном турнире сборная Франции в составе Жана Франсуа ди Мартино, Эрика Среки и Юга Обри, посеянная на турнире под первым номером последовательно выбила из турнира сборные Венгрии (43-32) и Кубы (45-36) и попала в финале на традиционно сильную сборную Италии.
На протяжении всего финала ничего не предвещало неудачи для сборной Франции. В первом своём бою Обри выиграл у Маурицио Пандаццо со счётом 6:4 и свёл вничью встречу с Паоло Миланоли 7:7. После 8 сражений счёт был 38-36 в пользу сборной Франции и в последнем поединке Югу Обри предстояло сразиться с лидером итальянской сборной Альфредо Рота. Обри надо было продержаться 4 минуты, его устраивало даже поражение с разницей в один укол. Но этот поединок обернулся для Обри настоящим кошмаром. За отведённое на бой время Обри не только не смог нанести ни одного укола своему противнику, но и пропустил три удара, что позволило сборной Италии вырвать общую победу со счётом 39:38. А Обри вернулся во Францию двукратным серебряным медалистом Олимпийских игр.
После досадного поражения в командном первенстве к следующим Олимпийским играм в составе сборной произошло обновление состава. Новыми партнёрами Юга Обри стали братья Жером и Фабрис Жанне, а также Эрик Буасс. И эта сборная ни на минуту не дала усомниться в своём превосходстве в финале победив Венгрию 43-32. В личном же первенстве Обри стал лишь двадцатым.
Выполнив свою мечту, став Олимпийским чемпионом, Юг Обри принял решение уйти из спорта и переключиться на тренерскую работу. Он стал тренером молодёжной сборной Франции, а также работал комментатором на радио во время Олимпийских игр в Пекине.

## Награды и звания
- 24 сентября 2014 года было присвоено звание кавалера ордена Почётного легиона[2].